# Diadumene leucolena
Diadumene leucolena là tên của một loài thuộc bộ hải quỳ nằm trong họ Diadumenidae. Người ta phát hiện ra chúng sống ở vùng thủy triều lên xuống và khu vực gần đó ở vùng biển phía đông bắc của Đại Tây Dương, biển Caribbean, vùng biển phía bắc của Thái Bình Dương.

## Mô tả
Khi ở trạng thái thoải mái nhất, thân của loài này có chiều dài lên đến 38 mm và rộng 12 mm. Phần thân và phần tua đều có màu hồng trong suốt. Đôi khi ở phần đầu của thân có sắc xanh hơi mờ. Thân nhìn có vẻ nhẵn nhưng khi nhìn kỹ thì ta thấy có những chỗ phồng lên bất thường.

## Phân bố
Người ta phát hiện ra chúng ở vùng biển phía bắc của Đại Tây Dương và biển Caribbean cũng như là vùng phía bắc của Thái Bình Dương. Tại các khu vực này chúng sống ở vùng nước nông, các khu vực có độ mặn thấp, trên đá, trên vỏ của những con hàu còn sống và trên các cọc, bè.

## Sinh vật học
Chúng là loài sinh sản hữu tính, con đực và con cái phóng các giao tử của nó vào môi trường nước. Khi đó những trứng thụ tinh sẽ nở ra ấu trùng, ấu trùng này bơi tự do và di chuyển xuống đáy biển. Qua quá trình biến thái hoàn toàn, ấu trùng trở thành con non.
Mật độ và số lượng loài này lúc nào cũng ổn định bởi vì chúng có nhiều kiểu gen nên có thể thích ứng với môi trường. Còn một loài bà con của nó tên là Diadumene lineata, loài này thì trong một khoảng thời gian nào đó số lượng và mật độ của loài này rất lớn nhưng sau một thời gian thì toàn bộ chúng biến mất bất thình lình. Nguyên nhân là do chúng sinh sản vô tính nên các kiểu gen không đa dạng và khi môi trường thay đổi các kiểu gen ấy không giúp nó sống sót được.
Loài này thường sống trên mai hoặc vỏ của các loài động vật khác. Điển hình là loài rùa quản đồng. Người ta phát hiện ra rằng trong một cái rãnh của mai rùa gây ra bởi chân vịt có đến gần 200 cá thể loài này cũng như là đồng loại của chúng. Đây được xem như là nơi ở lý tưởng của các loài sinh vật này.